# Norbert Schramm
Norbert Schramm (Nuremberg, Alemanha Ocidental, 7 de abril de 1960) é um ex-patinador artístico alemão, que competiu no individual masculino representando a Alemanha Ocidental. Ele foi conquistou duas medalhas de prata em campeonatos mundiais, duas medalhas de ouro e duas de bronze em campeonatos europeus e foi três vezes campeão do campeonato nacional alemão. Schramm disputou os Jogos Olímpicos de Inverno de 1984 terminando na nona posição.

## Principais resultados
| Resultados                                                            | Resultados    | Resultados    | Resultados    | Resultados      | Resultados       | Resultados        | Resultados        | Resultados       | Resultados        | Resultados    | Resultados    | Resultados    | Resultados    | Resultados    |
| Internacional                                                         | Internacional | Internacional | Internacional | Internacional   | Internacional    | Internacional     | Internacional     | Internacional    | Internacional     | Internacional | Internacional | Internacional | Internacional | Internacional |
| Evento/Temporada                                                      | 1975– 1976    | 1976– 1977    | 1977– 1978    | 1978– 1979      | 1979– 1980       | 1980– 1981        | 1981– 1982        | 1982– 1983       | 1983– 1984        |               |               |               |               |               |
| --------------------------------------------------------------------- | ------------- | ------------- | ------------- | --------------- | ---------------- | ----------------- | ----------------- | ---------------- | ----------------- | ------------- | ------------- | ------------- | ------------- | ------------- |
| Jogos Olímpicos                                                       |               |               |               |                 |                  |                   |                   |                  | 9.º               |               |               |               |               |               |
| Campeonato Mundial                                                    |               |               |               | 16.º            |                  | 7.º               | Medalha de prata  | Medalha de prata | WD                |               |               |               |               |               |
| Campeonato Europeu                                                    |               |               |               | 11.º            |                  | Medalha de bronze | Medalha de ouro   | Medalha de ouro  | Medalha de bronze |               |               |               |               |               |
| Grand Prix St. Gervais                                                |               |               |               |                 |                  | Medalha de prata  |                   |                  |                   |               |               |               |               |               |
| NHK Trophy                                                            |               |               |               |                 |                  |                   | Medalha de prata  |                  |                   |               |               |               |               |               |
| Skate Canada International                                            |               |               |               |                 |                  |                   | Medalha de ouro   |                  |                   |               |               |               |               |               |
| St. Ivel International                                                |               |               |               |                 |                  |                   |                   | Medalha de prata |                   |               |               |               |               |               |
| Internacional – Júnior                                                |               |               |               |                 |                  |                   |                   |                  |                   |               |               |               |               |               |
| Campeonato Mundial Júnior                                             | 4.º           |               |               |                 |                  |                   |                   |                  |                   |               |               |               |               |               |
| Nacional                                                              |               |               |               |                 |                  |                   |                   |                  |                   |               |               |               |               |               |
| Campeonato Alemão                                                     |               | 6.º           | 5.º           | Medalha de ouro | Medalha de prata | Medalha de ouro   | Medalha de bronze | Medalha de prata | Medalha de ouro   |               |               |               |               |               |
|                                                                       |               |               |               |                 |                  |                   |                   |                  |                   |               |               |               |               |               |
| Legenda: WD = Abandonou; Competição não foi disputada nesta temporada |               |               |               |                 |                  |                   |                   |                  |                   |               |               |               |               |               |